# Водобій

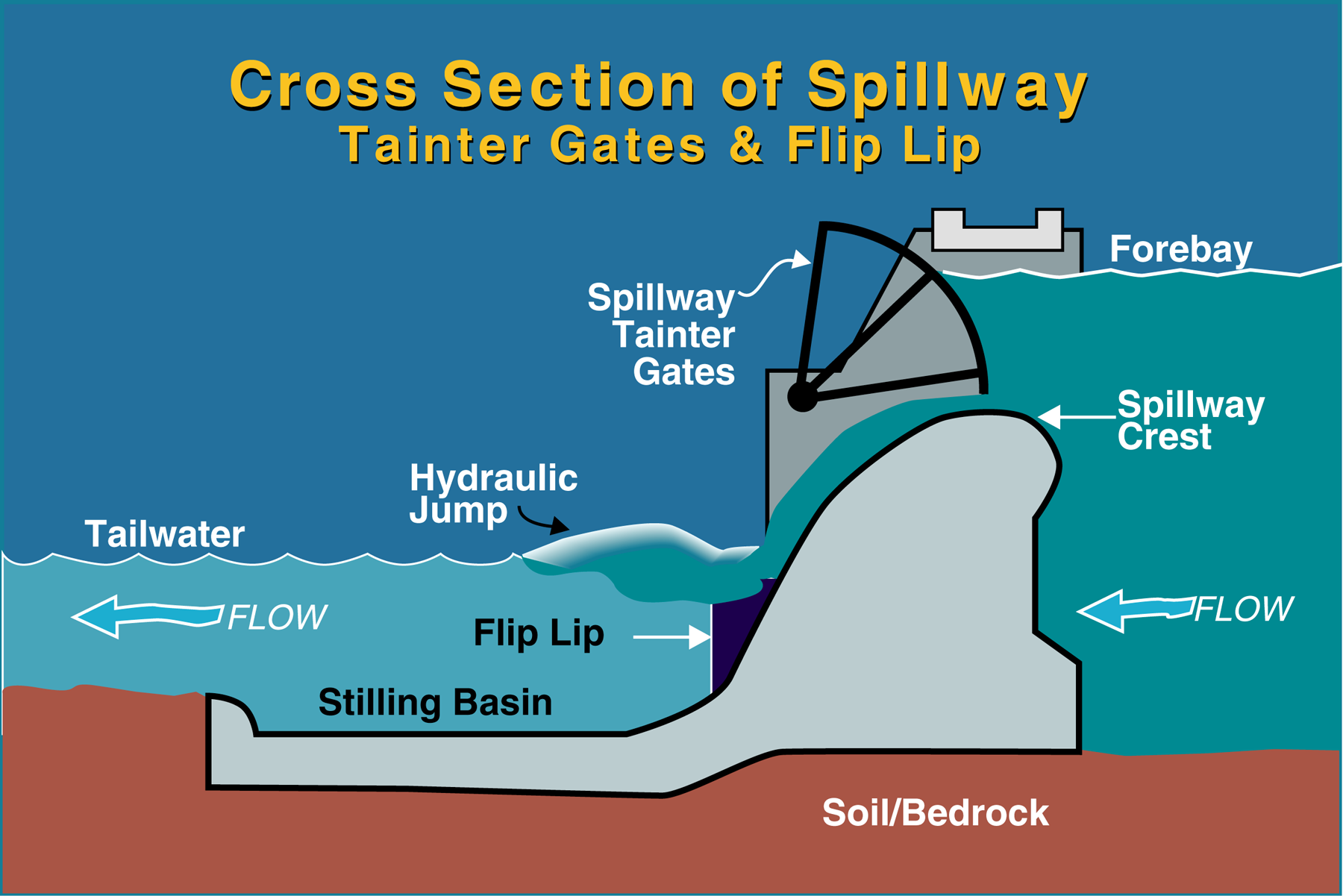
Розташування водобою (stilling basin) з водобійною стінкою відносно греблі

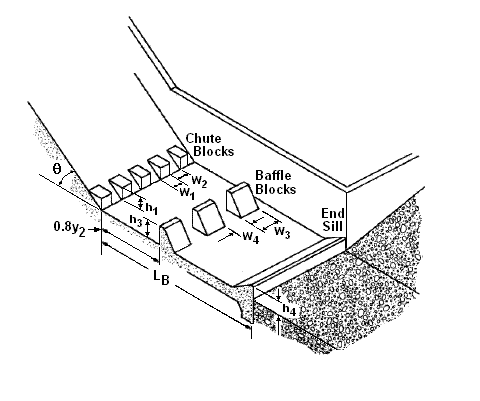
Конструктивні особливості водобою із шашками та водобійною стінкою

Водобі́й (англ. stilling basin) — масивна частина кріплення річища, що захищає дно за водозливною греблею від динамічної дії потоку.
Водобій сприймає гідродинамічну дію потоку. В межах водобою гаситься енергія поверхневого потоку, а також створюються безпечні умови для руху фільтраційного потоку через основу.
Довжина водобою встановлюється гідравлічним розрахунком.
Залежно від типу греблі і ґрунту, який захищають, водобій роблять у вигляді бетонної плити, в дерев'яних греблях будують дерев'яні підлоги. Щоб посилити гасіння енергії потоку, в межах водобою розміщують водобійні колодязі, водобійні стінки та спеціальні гасники його енергії (наприклад, шашки).